# 第二层皮音乐节
第二层皮音乐节（2pi Festival），简称二皮音乐节，是由杭州噪音艺术家李剑鸿及其创办的第二层皮唱片（2pi Records）主办的噪音/声音艺术/即兴音乐节，从2003年开始，于每年11月的最后一个周末在杭州举办。

## 举办地点
- 2003 杭州市灵隐路31号酒吧
- 2004 杭州市灵隐路31号酒吧
- 2005 杭州市灵隐路31号酒吧
- 2006 杭州拱墅区杭印路49号Loft49凡人乐墅
- 2007 杭州拱墅区杭印路49号Loft49凡人乐墅